# Бело от Каркасон
Бело́  или Бело́н (на френски: Bello, Bellon, на каталонски: Beŀló, на испански: Belló, † след 812) е граф на Каркасон, основател на династията Белониди.

## Биография
Той е от готски произход и преди 800 г. Карл Велики го поставя за граф на Каркасон в Марка Готия (Септимания). Той е доказан в документи между 778 и 812 г.
Бело е прародител и на Барселонската династия чрез женитбата на дъщеря му за граф Зунифред I от Барселона († 848).

## Деца
Той има децата:
- граф Гислафред от Каркасон
- граф Олиба I от Каркасон; наследници до 927
- граф Суниер I от Ампуриас; наследници до 927 1327
- ?Ермезинда, ∞ за граф Зунифред I от Барселона († 848)